# Cam Phước Tây
Cam Phước Tây là một xã thuộc huyện Cam Lâm, tỉnh Khánh Hòa, Việt Nam.
Xã Cam Phước Tây có diện tích 86,86 km², dân số năm 1999 là 6222 người, mật độ dân số đạt 72 người/km².